# Moder Teresa

Moder Teresa tilldelas Presidentens frihetsmedalj av president Ronald Reagan 1985, till höger Nancy Reagan.

Moder Teresa eller Sankta Teresa av Calcutta, född Anjezë Gonxhe Bojaxhiu den 26 augusti 1910 i Skopje i Osmanska riket (numera  Nordmakedonien), död 5 september 1997 i Calcutta i Indien, var en albansk-indisk romersk-katolsk nunna. Hon grundade Missionaries of Charity i Calcutta år 1950. I över 45 år tog hon hand om fattiga, sjuka, föräldralösa och döende medan Missionaries of Charity expanderade, först i Indien och sedan i andra länder. Moder Teresa fick Nobels fredspris 1979 och helgonförklarades den 4 september 2016.

## Biografi

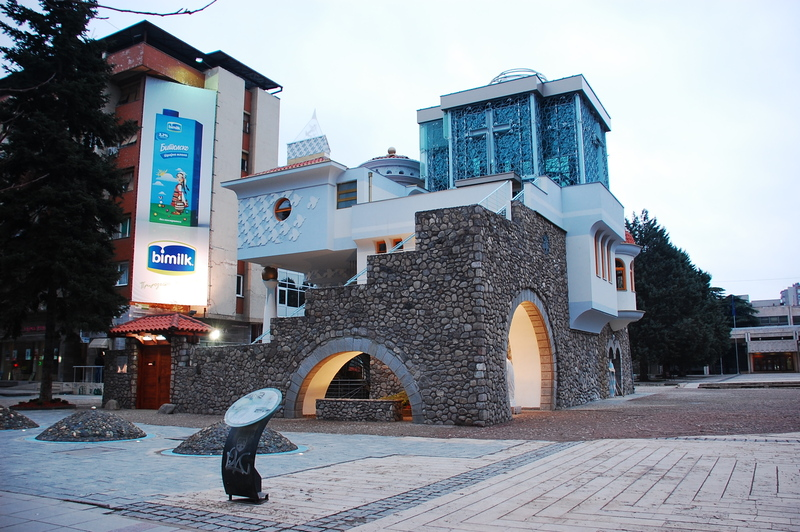
Moder Teresas minneshus i Skopje, Nordmakedonien

Anjeze Gonxhe Bojaxhiu föddes i en albansk familj och blev nunna som tonåring. Efter en kort tid i ett kloster på Irland skickades hon, 18 år gammal, till Indien där hon var verksam som lärare och rektor på Loretoskolan i Calcutta.
Under 1970-talet var Moder Teresa internationellt känd som kristen humanist och förespråkare för de fattiga och hjälplösa. Hon bestämde sig för att viga sitt liv åt de fattiga och sjuka efter att hon under en tågresa fick en uppenbarelse och hörde en röst säga: "Kom, bär mig in i de fattigas hålor. Jag kan inte gå ensam, de känner mig inte, de vill inte veta av mig. Kom, var mitt ljus."
Vid tidpunkten för Moder Teresas död verkade hennes nunneorden, Missionaries of Charity, på 610 platser i 123 länder, med bland annat vårdhem och boenden för personer med HIV/AIDS, spetälska och tuberkulos, soppkök, barn- och familjerådgivningsprogram, barnhem och skolor. Moder Teresa saligförklarades 2003 och helgonförklarades 2016. Redan under sin livstid kallades hon för ”slummens helgon”.

## Erkännande och eftermäle
1973 blev hon den första mottagaren av Templetonpriset och 1979 belönades hon med Nobels fredspris för sina insatser för de fattiga i Indien. Moder Teresa vägrade därvid att delta i överflödet som banketten och menade att pengarna istället borde gå till de allra fattigaste. Banketten ställdes in och hon höll istället en middag för 2 000 hemlösa i Calcutta för sina prispengar. Ett år senare, 1980, tilldelades hon Bharat Ratna, Indiens högsta hedersutmärkelse.
Hon lovordades av många personer, myndigheter och organisationer, men fick också ta emot kritik. Bland annat kritiserades det proselytiska i hennes arbete, främst förrättandet av dop av döende, hennes strikta åsikter mot abort och hennes tro på den andliga nyttan av ett liv i fattigdom.

### Vägen till helgonförklaring
För att bli klassad som helgon av Katolska kyrkan måste två separata erkända mirakel erkännas av kyrkans expertis. Det första steget är saligförklaring och det andra är helgonförklaring. Enligt vissa källor har 900 rapporterade mirakel kopplats till Moder Teresa. Det har varit allt ifrån besvarade böner om nya jobb till ryggont. Bara mellan 2001 och 2002 samlades över 35 000 dokument in för att kunna styrka dessa mirakel.

#### Saligförklaring 2003
Påven Johannes Paulus II undertecknade redan året innan ett godkännande av ett mirakel. Den var den då 30-åriga indiska kvinnan Monica Besra tog in på ett av moder Teresas hem i Indien med en stor magtumör. Kvinnan ska ha blivit frisk tack vare böner till den döda nunnan och beröring av en amulett som denna haft på sig. 250 000 troende samlades på Petersplatsen när Johannes Paulus II saligförklarade moder Theresa som han då benämnde ”Rännstenens helgon”. Även Monica Besra närvarade vid ceremonin.

#### Helgonförklarad 2016
Hennes andra mirakel rörde en brasiliansk man vid namn Marcilio Haddad Andrino som led av hjärntumör. Andrino skall ha varit så pass sjuk 2008 att han inte ens kunnat gå vid sitt bröllop och att han kort därefter föll i koma. Familjen bad till Moder Teresa. När kirurger skulle operera mannen påträffades mannen vaken och utan smärta. Hans första ord lär ha varit ”Vad gör jag här?”. Vatikanens expertis konstaterade att detta var ett mirakel utfört av Moder Teresa.
År 2016 tillkännagav påven Franciskus helgonförklaringen av Moder Teresa. Hon helgonförklarades knappt 19 år efter sin död. Hon är skyddshelgon för Världsungdomsdagen, Missionaries of Charity och Calcuttas ärkestift.

## Kritik
Kritik mot Moder Teresa har kommit från flera håll. Mycket av kritiken har framkommit efter hennes död eller kort före hennes bortgång. En av de främsta kritikerna var Christopher Hitchens som skrev boken The Missionary Position: Mother Teresa in Theory and Practice där han ifrågasatte det mesta av hennes verk. Hitchens gjorde också en 30 minuter lång dokumentärfilm, Hell's Angel (1994), där han kritiserade Moder Teresa. Kritiken gäller främst: 
- Brist på adekvat sjukvård för de fattiga samtidigt som organisationen hade stora banktillgångar. Diagnostisering var godtycklig och smärtlindring bristfällig.
- Systematiska dop av döende personer (även icke-kristna) utan samtycke.
- Moder Teresas umgänge och relationer med diktatorer och andra tveksamma figurer som donerat miljonbelopp.
- Att motivet för verksamheten i huvudsak snarare handlade om att missionera än att underlätta eller hjälpa personer i nöd.[16]

### Syn på abort och homosexualitet
När Moder Teresa tog emot Nobelpriset 1979, förklarade hon i sitt tacktal att abort var värre än krig. Angående homosexualitet sade hon att alla människor är syndare.

### Humanitär insats
Hennes humanitära insats har ifrågasatts kraftigt. Vid sin död hade hon öppnat 517 missionsstationer i över 100 länder dit sjuka och döende kunde söka bot och lindring. Trots att hennes välgörenhetsstiftelse hade tillgång till hundratals miljoner dollar möttes människorna av dålig hygien, undermålig mat och en uppenbar brist på omvårdnad. Det saknades även medicinsk personal och all form av läkemedel. Kritiken besvarade hon med att ”Det finns något vackert i att se de fattiga acceptera sin lott, att lida på samma sätt som Kristus”. När hon själv var döende lades hon in på ett toppmodernt sjukhus i USA.

## Utmärkelser
- Presidentens frihetsmedalj (USA, 1985)[22]

År 1996 beviljades Moder Teresa amerikanskt hedersmedborgarskap. Vid sidan av Winston Churchill är hon den enda personen som har mottagit utmärkelsen under sin egen livstid. Efter sin bortgång ordnade Indien statsbegravning för henne.
Asteroiden 4390 Madreteresa är uppkallad efter henne.